# San Lorenzo Achiotepec
San Lorenzo Achiotepec es una localidad de México perteneciente al municipio de Huehuetla en el estado de Hidalgo.

## Geografía
Se encuentra en la región de la Sierra de Tenango; a la localidad le corresponden las coordenadas geográficas 20° 35’ 50.527” de latitud norte y 98° 4’ 7.672” de longitud oeste, con una altitud de 539 m s. n. m. Se encuentra a una distancia aproximada de 15.26 kilómetros al noreste de la cabecera municipal, Huehuetla.
En cuanto a fisiografía se encuentra dentro de las provincia de la Sierra Madre Oriental, dentro de la subprovincia del Carso Huasteco; su terreno es de sierra. En lo que respecta a la hidrografía se encuentra posicionado en la región Tuxpan – Nautla, dentro de la cuenca del río Tuxpan, en la subcuenca del río Pantepec. Cuenta con un clima semicálido húmedo con lluvias todo el año.

## Demografía
En 2020 registró una población de 1661 personas, lo que corresponde al 7.27 % de la población municipal. De los cuales 807 son hombres y 854 son mujeres. Tiene 459 viviendas particulares habitadas.
| Gráfica de evolución demográfica de San Lorenzo Achiotepec entre 1900 y 2020                                |
| |
| Población de los censos y conteos del Instituto Nacional de Estadística y Geografía (INEGI) de 1900 a 2010. |

## Economía
La localidad tiene un grado de marginación alto y un grado de rezago social medio.

## Idioma
La mayoría de la población habla un dialecto: Otomí (ñuhu), en actualidad es reconocido como un idioma, cabe señalar la lengua materna que es el otomí (ñuhu). Se está extinguiendo debido a que la nueva generación de padres y madres (jóvenes) ya no les enseña el otomí (ñuhu) a sus hijos desde pequeños, se ha visto la necesidad de aprender primero el idioma Español porque en las escuelas tanto preescolar, primaria y secundaria, imparten clases con el idioma universal (Español). Por varias circunstancias de la vida no se inculca la lengua materna.

## Localidades cercanas
El Encinal, El Salto del Agua, Río Beltrán, Juntas Chicas, San Esteban, El Dexto, Palo Verde, La Piña, La Tortuga, Tierra Amarilla, Juntas Grandes ver. San Francisco Ver.
El Tempesquite, La Pimienta, El Chote, El Xoñe Cajón, Poza Grande, La Esperanza 2, La joya, Llano Seco, La Hacienda del Potrero, Plan del Encinal Ver.  Cruz blanca Ver.
El Borbollón, Milpa Larga, San Sebastián, San Isidro. 
Tres Marías, La Cebolla.

## Tradiciones
Carnaval (nderi): se lleva a cabo de acuerdo a la fecha que corresponde el día (miércoles de ceniza) puede ser durante el mes de febrero o se retoman los primeros días de marzo según la fecha. Durante esta fiesta dura 7 días la fiesta durante en el día amenizan músicos de bandas de vientos y tríos de la región. Cabe destacar para su preparación de las máscaras (shita) son de varios meses antes de la fecha acordada debido a que se buscan troncos para las máscaras (shita) para ello se requiere un buen artista para moldear y tallar la madera para darle estética, así mismo pintarlos, en el caso de las ramas son seleccionadas según por sus características, son utilizados como bastón de las mismas y los disfrazados suelen ocuparlos. 
San Lorenzo, está conformado por 5 barrios, Agua Blanca, Tres Huastecas, Anáhuac, Barrio Pobre y Buena Vista. Haciendo énfasis cada barrio tiene sus capitanes, son los representantes encargados de organizar y la contratación de los músicos. 
Los sorteos se llevan a cabo con meses de anticipación, últimamente ha sido el mes de agosto en diferentes ciudades, recientemente en varias ocasiones se ha hecho en San Lorenzo Achiotepec, Huehuetla Hgo.
Días antes de su inicio llegan los paisanos que radican en las diferentes ciudades e incluso los que radican en los Estados Unidos.
El día domingo por la tarde se lleva a cabo la ofrenda a las máscaras de madera (shita) y bastones, se le coloca una variedad de comida, mole en pollo o puerco, salsa verde en pollo o puerco, pascal, salsa verde simple o de chicharrón de puerco, tamales de pollo o de puerco, pollo rostizado etc.  agua, aguardiente, cerveza, vino, tequila, refrescos en sus diferentes sabores y presentación. Veladoras blancas o amarillas, cigarros, recortes de papel alusivo a la tradición, flores con sus respectivos preparativos, se invita a una o dos personas con experiencia y visiones del futuro que son reconocidos por el pueblo el cual por medio de ellos se encargan de la adoración y realizar limpias a las personas que se acercan a las máscaras pidiéndoles que les vaya mejor cada día más en todos los ámbitos tanto en lo laboral, salud y armonía con la familia. Durante esta tarde amenizan músicos de la región de acuerdo a cada las posibilidades de los capitanes de cada barrio.
De lunes a sábado de 12:00 hrs del día en adelante se concentran los disfrazados también conocidos (viejos, shita)  en cada barrio donde tienen las máscaras (shita), siendo esperados por los músicos banda de viento o tríos e incluso los mismos capitanes, para posterior salir a recorrer por las calles principales de su barrio casa por casa recolectando apoyo económico con la finalidad de solventar los gastos de músicos y así sucesivamente hasta llegar a la cancha principal de la localidad aproximadamente a las 18:00 hrs en adelante, después de que se concentran los 5 barrios se coordinan para tocar una melodía cada quien, durante un tiempo establecido por ellos. Por la noche de 22:00 hrs en adelante amenizan grupos musicales de la región, por lo regular termina el baile a las 04:00 hrs esto depende la petición de los ciudadanos. Destacando que los grupos musicales que deleitan son diferentes por noche. Debido a que cada barrio le toca una noche para llevar a cabo el baile.

## Semana Santa
Es la conmemoración cristiana anual de la pasión de Cristo, es decir, de la entrada a Jerusalén, la última cena, el viacrucis, la muerte y resurrección de Jesús de Nazaret. Comienza el Domingo de Ramos y finaliza el Domingo de Resurrección.  Aunque su celebración suele iniciarse en varios lugares el viernes anterior, es decir, el Viernes de Dolores. La fecha de la celebración es variable: entre mediados de marzo y abril.
Sigue siendo Cuaresma hasta el atardecer del Jueves Santo, cuando da comienzo el Triduo Pascual: ese mismo día se celebra la institución de la Eucaristía en la última cena; el Viernes Santo, la crucifixión y muerte del Señor, y la noche del Sábado Santo, la Vigilia Pascual. Durante la Semana Santa tienen lugar numerosas muestras de religiosidad popular a lo largo de todo el mundo destacando las procesiones, penitencias y las representaciones de la Pasión, muerte y resurrección de Jesús.
En algunos países se ha tomado como días de asueto, lo que también le ha valido la denominación de Semana Mayor.
El sábado (conocido sábado de gloria) se acostumbra ir al río a nadar (río chiflón)

## Julio
Mes de las famosas clausuras, (fin de curso o ciclo escolar) es la fecha más importante y esperada por los egresados los que cursan el último grado de estudios, Preescolar, Primaria, Secundaria, Preparatoria, Los docentes de cada nivel se organizan con el director de la escuela y los padres de familias de los futuros graduados, para llevar a cabo una cooperación económica para comprar o elaborar los adornos, la renta de sillas, mesas, lonas de impresión con fotografías de los titulados etc. Según lo acordado en la reunión.  Es muy importante señalar que cada tutor de los egresados suele festejarle a su hijo realizando una comida en casa para convivir entre educandos, maestros y familiares incluyendo el padrino de generación y padrino del mismo graduado. Los tutores establecen la fecha y hora que se llevara a cabo la comida puede ser antes de la fecha de la graduación, en el mismo día o días después, la fecha de graduación se lleva a cabo el último pase de lista y el baile del vals, por la noche baile con algún grupo de la región. Para cada nivel de estudios fijan fechas atreves de sorteos para llevar a cabo el evento. 

## Agosto
Fiesta patronal, es la celebración del santo Patrono SAN LORENZO MARTIR del 09 al 10 y 14 al 15 VIRGEN DE LA  ASUNCIÓN, se canta las mañanitas, recorrido por las calles principales de la localidad (procesión), llevando a cabo diferentes actividades baile de danzas de la región, palo encebado, eventos de básquetbol, futbol soccer, futbol rápido, cabalgatas, jaripeo ranchero, rodeo de media noche,  bailes por las noches, concurso de bandas de vientos y tríos de la región, quema de castillo o torito por la noche etc.

## Octubre
El 18 de octubre se celebra la fiesta de San Lucas, se conmemora la llegada de los fieles difuntos (adultos) los que tuvieron una muerte violenta (masacre) en diferentes lugares. y se retiran al día siguiente degustando las ofrendas que le pusieron en su altar con adornos de cempaxúchitl, hojas verdes traídas de los cerros, en la ofrenda se le colocan los platillos que comían en vida o los que le hubiera gustado consumir tomando en cuenta la edad que pudiera tener el difunto. Dulces, chicharrones, chocolates, refrescos, jugos, cerveza, comida casera mole rojo, mole verde, salsa, enchiladas, enfrijoladas, tamales verdes o rojas, cabeza de gato, pintos, dulces de calabaza, dulces de pipián, dulces de ajonjolí, café, café con cacao, atole de maíz, atole chocolate, atole de vainilla, colocándoles veladoras o parafinas para iluminar su trayecto etc.
31 octubre, es la llegada de los fieles difuntos (bebes) que fallecieron por alguna enfermedad y se retiran al día siguiente degustando las ofrendas que le pusieron en su altar con adornos de cempaxúchitl, hojas verdes traídas de los cerros, en la ofrenda se le colocan los platillos que comían en vida o los que le hubiera gustado consumir tomando en cuenta la edad que pudiera tener el difunto. Dulces, chicharrones, chocolates, refrescos, jugos, cerveza, comida casera mole rojo, mole verde, salsa, enchiladas, enfrijoladas, tamales verdes o rojas, cabeza de gato, pintos, dulces de calabaza, dulces de pipián, dulces de ajonjolí, café, café con cacao, atole de maíz, atole chocolate, atole de vainilla, colocándoles veladoras o parafinas para iluminar su trayecto etc.

## Noviembre
01 noviembre, es la llegada de los fieles difuntos (adultos) que fallecieron por alguna enfermedad y se retiran al día siguiente degustando las ofrendas que le pusieron en su altar con adornos de cempaxúchitl, hojas verdes traídas de los cerros, en la ofrenda se le colocan los platillos que comían en vida o los que le hubiera gustado consumir tomando en cuenta la edad que pudiera tener el difunto. Dulces, chicharrones, chocolates, refrescos, jugos, cerveza, comida casera mole rojo, mole verde, salsa, enchiladas, enfrijoladas, tamales verdes o rojas, cabeza de gato, pintos, dulces de calabaza, dulces de pipián, dulces de ajonjolí, café, café con cacao, atole de maíz, atole chocolate, atole de vainilla, colocándoles veladoras o parafinas para iluminar su trayecto etc.
02 noviembre, es la fecha que se retiran y regresan al (paraíso, a su otra casa) coloquialmente así se le llama. Durante estas fechas algunos familiares les ponen música o contratan tríos huastecos de la zona para que les dediquen canciones en el altar y también los familiares son invitados a la casa para llevar a cabo una misa con el sacerdote o predicar un rosario por un tiempo determinado. Posterior consumir alimentos que ofrecería la familia. En estas fechas célebres suelen realizar detonaciones de cohetes (palomas) y lanzamientos de globos hechos pon papel china, utilizando pegando resistol o engrudo formando diversas figuras una estrella, una flor, un cuadro, una tortuga, un trompo, una piedra, un rombo en 4D etc. con una boquilla armado de alambre recocido dividido en 3 secciones con un gancho en el medio para sostener la rosca de tela tipo algodón remojado con petróleo o diésel, una vez puesto la rosca se prepara la encenderla y solo se eleva por la flama que lleva en el interior. Algunas familias preparan y encienden los globos en sus casas, algunos acuden al panteón y otros acuden en la famosa capilla que esta por el antiguo basurero en dirección al cajón debido a que el lugar es muy amplio y para que sea visto por toda la comunidad. 